# Ian Stannard
Ian Stannard (* 25. Mai 1987 in Milton Keynes) ist ein Sportlicher Leiter eines Radsportteams und ehemaliger britischer Radrennfahrer.

## Werdegang
Auf der Bahn wurde Stannard 2005 Junioren-Europameister in der Mannschaftsverfolgung und gewann bei der Weltmeisterschaft in Wien die Silbermedaille. Im Jahr darauf fuhr er in der U23-Klasse und gewann den UIV Cup in Stuttgart sowie die Mannschaftsverfolgung bei der Europameisterschaft in Athen.
Auf der Straße fuhr Ian Stannard 2007 für das T-Mobile Team als Stagiaire und kam über weitere Stationen bei Landbouwkrediet-Colnago und ISD-Neri 2010 zum UCI ProTeam Sky. Für diese Mannschaft bestritt er alle Grand Tours und war insbesondere einer der Helfer von Chris Froome bei dessen Tour-de-France-Sieg 2013.
Seine größten individuellen Erfolge gelangen Stannard mit der britischen Straßenmeisterschaft 2012 und zwei Siegen beim Halbklassiker Omloop Het Nieuwsblad 2014 und 2015. 2014 siegte er im Zweiersprint gegen Greg Van Avermaet und 2015 ebenfalls im Zweiersprint gegen Niki Terpstra, nachdem er zuvor sich aus einer vierköpfigen Spitzengruppe zu lösen, in der zwei weitere Fahrer von Terpstras Etixx-Quick Step-Team befanden.
Stannard vertrat sein Land bei den Olympischen Sommerspielen 2012 im Straßenrennen und belegte Rang 94. Vier Jahre später, bei den Olympischen Spielen 2016 in Rio de Janeiro, konnte er das Straßenrennen nicht beenden.
2016 und 2018 gewann Ian Stannard jeweils eine Etappe der Tour of Britain, 2017 eine Etappe der Herald Sun Tour. 2019 wurde er britischer Vize-Meister im Straßenrennen.
2020 beendete Stannard seine sportliche Laufbahn aufgrund fortdauernder rheumatischer Beschwerden. Er schloss sich dem Team Trinity Racing als Sportlicher Leiter an und wechselte in dieser Funktion zur Saison 2023 zu Ineos Grenadiers, wo er seine Karriere als Aktiver beendet hatte.

## Erfolge

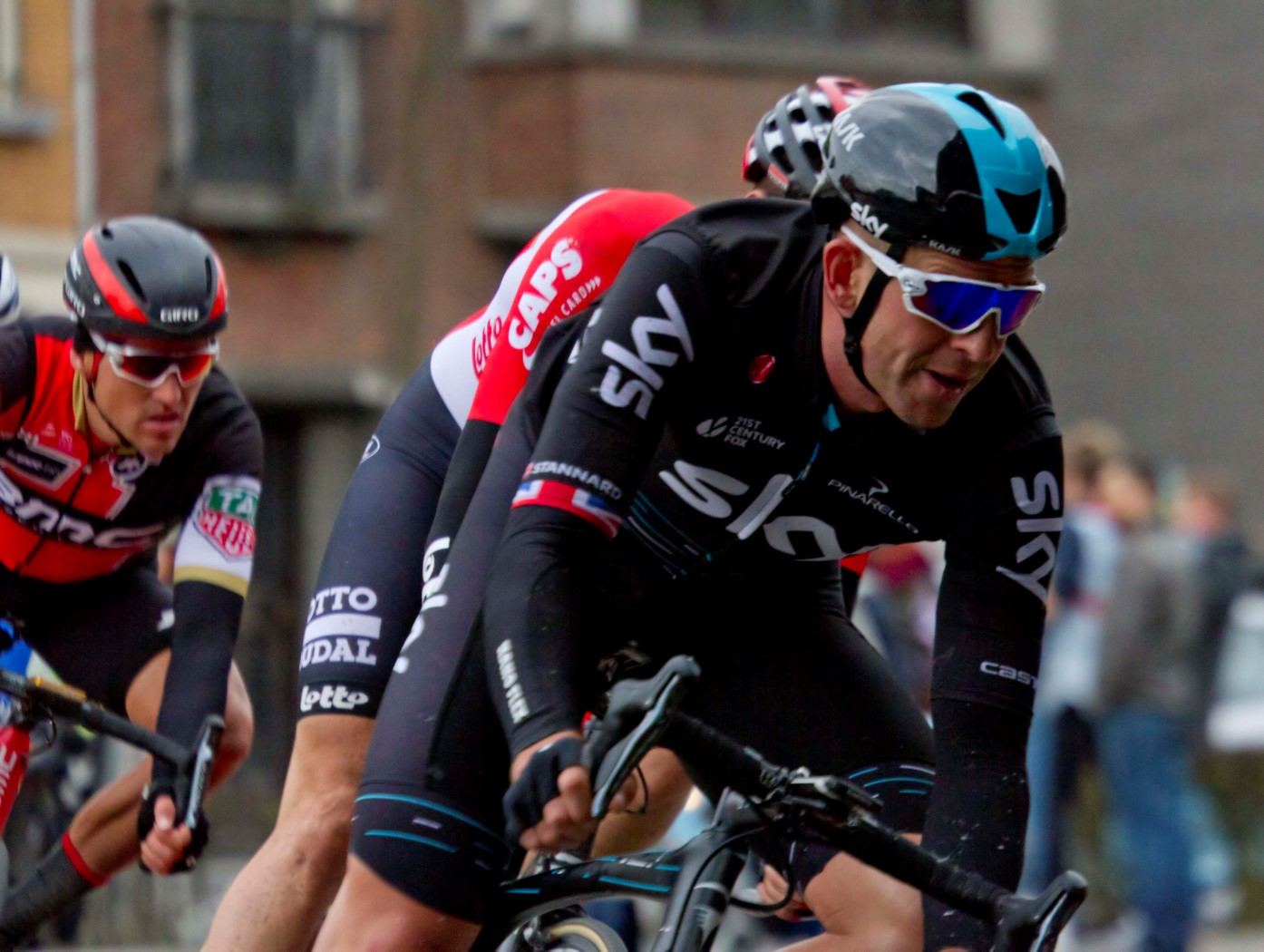
Stannard bei Kuurne–Brussel–Kuurne 2017

2004
- Britischer Meister – Einzelzeitfahren (Junioren)

2005
- Europameister – Mannschaftsverfolgung (Junioren) (mit Steven Burke, Andrew Tennant und Ross Sander)

2006
- Europameister – Mannschaftsverfolgung (U23) (mit Ed Clancy, Andrew Tennant und Geraint Thomas)

2009
- Mannschaftszeitfahren Settimana Internazionale

2010
- Mannschaftszeitfahren Tour of Qatar

2011
- eine Etappe Österreich-Rundfahrt

2012
- Britischer Meister – Straßenrennen

2014
- Omloop Het Nieuwsblad

2015
- Omloop Het Nieuwsblad
- Mannschaftszeitfahren Tour de Romandie

2016
- eine Etappe Tour of Britain

2017
- eine Etappe Herald Sun Tour

2018
- eine Etappe Tour of Britain

## Grand-Tour-Platzierungen
| Grand Tour            | 2009 | 2010 | 2011 | 2012 | 2013 | 2014 | 2015 | 2016 | 2017 | 2018 | 2019 | 2020 |
| --------------------- | ---- | ---- | ---- | ---- | ---- | ---- | ---- | ---- | ---- | ---- | ---- | ---- |
| Giro d’ItaliaGiro     | 155  | –    | –    | 132  | –    | –    | –    | –    | –    | –    | –    | –    |
| Tour de FranceTour    | –    | –    | –    | –    | 135  | –    | 128  | 161  | –    | –    | –    | –    |
| Vuelta a EspañaVuelta | –    | DNF  | 127  | 111  | –    | –    | –    | –    | 148  | –    | 106  | –    |